# Женщины в Федеративных Штатах Микронезии

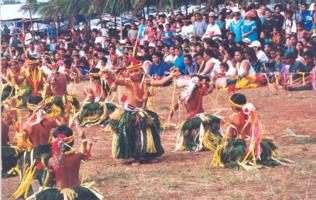
Япские танцовщицы из Федеративных Штатов Микронезии в традиционной одежде во время празднования Дня Япа в 1999 году.

Женщины в Федеративных Штатах Микронезии — женщины в Федеративных Штатах Микронезии или выходцы из ФШМ, независимого суверенного островного государства, состоящего из четырёх штатов. Таким образом, женщины Федеративных Штатов Микронезии — это женщины из штатов Яп, Чуук, Понпеи и Кусаие.

## Роли
Традиционно членство в клане в обществе Микронезии передаётся по наследству по женской линии. Женщины возделывают землю и выращивают основные продовольственные культуры. Они также занимаются прибрежной рыбалкой и собирают морскую пищу. К декоративно-прикладному искусству, которым занимаются женщины Микронезии, относится ткачество из соломы, «ткачество лавава, циновок из пандана, лечение и украшения». Они опекуны и «основные учителя» детей. Микронезийские женщины были инициаторами общественного планирования, миротворцами, экономическими спонсорами, «хранителями дома», «приобретателями престижа», а также играют роль в микронезийской политике.
В целом женщины в микронезийском обществе делят власть со мужчинами. Женские роли дополняют роли мужчин. Некоторые микронезийские женщины вносят свой вклад в решения относительно распоряжения семейной землёй, и они имеют «право лишать членов семьи наследства», а также налагают табу на использование как земли, так и моря.
Традиционно мужчины и женщины распределяли труд, выполняя разные роли в выращивании и приготовлении пищи. Однако в связи с недавними изменениями в островной культуре, такими как рост импорта иностранных продуктов, работа на кухне в основном была возложена на женщин.:120–121.
Микронезийские женщины могут заставить мужчин помириться со своими врагами. Женщины часто составляли «условия мира». Старшая женщина будет иметь титул, аналогичный старшему мужчине в так называемой понпейской линии, и она будет иметь «значительную власть» над группой. Пожилые женщины могут выступать в качестве лиц, вмешивающихся в такие дела, как запрет мужчине бить своих детей, а также когда и как долго мужчина должен воздерживаться от секса со своей женой после родов.
Во время мартовского фестиваля « День япа» микронезийские женщины носят традиционные костюмы и исполняют традиционные танцы.